# Кубок Европейской конфедерации волейбола среди женщин 2007/2008
28-й розыгрыш Кубка Европейской конфедерации волейбола (ЕКВ) среди женщин проходил с 24 ноября 2007 по 16 марта 2008 года с участием 31 клубной команды из 22 стран-членов Европейской конфедерации волейбола. Победителем турнира во второй раз в своей истории стала итальянская команда «Скаволини» (Пезаро).
С текущего розыгрыша Кубок ЕКВ получил второй по значимости статус (после Лиги чемпионов) среди европейских континентальных клубных турниров.

## Команды-участницы
| Страна      | Команда                           |
| ----------- | --------------------------------- |
| Австрия     | «Шпаркассе Вилдкатс» (Клагенфурт) |
| Азербайджан | «Рабита» (Баку)                   |
| Белоруссия  | «Атлант» (Барановичи)             |
| Белоруссия  | «Минчанка» (Минск)                |
| Бельгия     | «Астерикс» (Килдрехт)             |
| Бельгия     | «Гент» (Гент)                     |
| Греция      | «Панатинаикос» (Афины)            |
| Дания       | «Хольте» (Хольте)                 |
| Испания     | «Альбасете» (Альбасете)           |
| Испания     | «Универсидад де Бургос» (Бургос)  |
| Италия      | «Скаволини» (Пезаро)              |
| Кипр        | АЭК (Ларнака)                     |
| Люксембург  | «Петанж» (Петанж)                 |
| Нидерланды  | АМВЙ (Амстелвен)                  |
| Нидерланды  | «Лонга’59» (Лихтенворде)          |
| Польша      | «БКС Алупроф» (Бельско-Бяла)      |
| Польша      | «Центросталь-Палац» (Быдгощ)      |
| Португалия  | «Мадейра» (Фуншал)                |
| Португалия  | «Рибейренше» (Лажиш-ду-Пику)      |
| Россия      | «Самородок» (Хабаровск)           |
| Румыния     | «Динамо» (Бухарест)               |
| Румыния     | «Метал» (Галац)                   |
| Сербия      | «Црвена Звезда» (Белград)         |
| Словения    | «Хит Нова-Горица» (Нова-Горица)   |
| Турция      | «ДИО Каршияка» (Измир)            |
| Украина     | «Джинестра» (Одесса)              |
| Франция     | «Альби» (Альби)                   |
| Франция     | «Канне-Рошвиль» (Ле-Канне)        |
| Хорватия    | «Младост» (Загреб)                |
| Хорватия    | «Пивовара-Осиек» (Осиек)          |
| Швейцария   | «Франш-Монтань» (Сеньлежье)       |
| Швейцария   | «Цайлер» (Кёниц)                  |

## Система проведения розыгрыша
В розыгрыше участвует 31 команда. По сравнению с турнирами предыдущих сезонов упразднён групповой этап и на всех стадиях розыгрыша применяется система плей-офф. Текущие соревнования состоят из трёх раундов плей-офф и финального этапа.
На всех стадиях плей-офф команды делятся на пары и проводят между собой по два матча с разъездами. Победителем пары выходит команда, одержавшая две победы. В случае равенства побед назначается «золотой» сет (до 15 очков), победивший в которой выходит в следующую стадию турнира.
Победители четвертьфинальных серий выходят в финальный этап, который проводится в формате «финала четырёх» (два полуфинала и два финала — за 3-е и 1-е места).

## 1/16 финала
24-25.11/ 29.11-2.12.2007
 «Скаволини» (Пезаро) —  «Мадейра» (Фуншал)
25 ноября. 3:0 (25:22, 25:12, 25:14).
1 декабря. 3:0 (25:16, 25:18, 25:22).
 АМВЙ (Амстелвен) —  «Рибейренше» (Лажиш-ду-Пику)
25 ноября. 3:0 (25:20, 25:12, 25:17).
2 декабря. 3:1 (25:22, 25:19, 22:25, 28:26).
 «Универсидад де Бургос» (Бургос) —  «БКС Алупроф» (Бельско-Бяла)
24 ноября. 0:3 (19:25, 23:25, 17:25).
1 декабря. 0:3 (22:25, 16:25, 16:25).
 «Метал» (Галац) —  «Динамо» (Бухарест)
25 ноября. 3:1 (22:25, 25:21, 25:17, 25:22).
1 декабря. 0:3 (21:25, 15:25, 14:25). «Золотой» сет — 15:9.
 «Канне-Рошвиль» (Ле-Канне) —  «Альби»
24 ноября. 3:1 (25:18, 25:18, 23:25, 25:21).
1 декабря. 3:1 (29:27, 25:17, 28:30, 25:22).
 «Астерикс» (Килдрехт) —  «Младост» (Загреб)
25 ноября. 3:0 (25:15, 25:21, 25:17).
1 декабря. 3:1 (25:15, 21:25, 25:22, 25:21).
 «Лонга’59» (Лихтенворде) —  «Атлант» (Барановичи)
24 ноября. 3:2 (10:25, 25:15, 19:25, 25:22, 15:9).
1 декабря. 1:3 (25:23, 14:25, 20:25, 31:33). «Золотой» сет — 8:15.
 «Хит Нова-Горица» (Нова-Горица) —  «Рабита» (Баку)
24 ноября. 3:0 (25:16, 26:24, 25:18).
1 декабря. 3:2 (19:25, 22:25, 25:16, 25:18, 15:7).
 «Панатинаикос» (Афины) —  «Црвена Звезда» (Белград)
25 ноября. 3:1 (25:17, 25:19, 26:28, 27:25).
1 декабря. 1:3 (25:22, 22:25, 12:25, 24:26). «Золотой» сет — 10:15.
 «Пивовара-Осиек» (Осиек) —  «Франш-Монтань» (Сеньлежье)
24 ноября. 3:0 (25:15, 25:20, 25:18).
29 ноября. 3:1 (25:15, 25:23, 22:25, 25:16).
 «Хольте» —  «Альбасете»
25 ноября. 0:3 (11:25, 12:25, 17:25).
1 декабря. 0:3 (10:25, 13:25, 18:25).
 «Цайлер» (Кёниц) —  «Шпаркассе Вилдкатс» (Клагенфурт)
24 ноября. 3:0 (25:19, 25:17, 25:16).
1 декабря. 3:1 (31:33, 25:13, 25:10, 29:27).
 «Гент» —  «Самородок» (Хабаровск)
1 декабря. 0:3 (12:25, 28:30, 18:25).
2 декабря. 0:3 (21:25, 18:25, 24:26). Оба матча прошли в Генте.
 АЭК (Ларнака) —  «Джинестра» (Одесса)
24 ноября. 1:3 (8:25, 19:25, 25:21, 20:25).
1 декабря. 0:3 (5:25, 12:25, 11:25).
 «Центросталь-Палац» (Быдгощ) —  «ДИО Каршияка» (Измир)
25 ноября. 3:0 (25:12, 25:14, 25:14).
2 декабря. 3:1 (26:24, 23:25, 30:28, 25:9).
 «Минчанка» (Минск) —  «Петанж»
Отказ «Петанжа».
Выбывшие команды заявлены в 1/16-финала Кубка вызова ЕКВ.

## 1/8 финала
11-13.12/ 18-20.12.2007
 «Скаволини» (Пезаро) —  АМВЙ (Амстелвен)
13 декабря. 3:1 (25:15, 25:27, 25:20, 25:19).
19 декабря. 3:0 (25:18, 27:25, 25:20).
 «Метал» (Галац) —  «БКС Алупроф» (Бельско-Бяла)
12 декабря. 3:2 (21:25, 25:22, 22:25, 25:21, 15:11).
19 декабря. 1:3 (20:25, 20:25, 25:20, 13:25). «Золотой» сет — 13:15.
 «Астерикс» (Килдрехт) —  «Канне-Рошвиль» (Ле-Канне)
11 декабря. 1:3 (7:25, 25:22, 18:25, 23:25).
19 декабря. 1:3 (28:26, 13:25, 21:25, 15:25).
 «Атлант» (Барановичи) —  «Хит Нова-Горица» (Братислава)
12 декабря. 3:0 (25:23, 25:22, 25:22).
18 декабря. 1:3 (22:25, 25:19, 20:25, 19:25). «Золотой» сет — 15:6.
 «Пивовара-Осиек» (Осиек) —  «Црвена Звезда» (Белград)
12 декабря. 0:3 (25:27, 11:25, 21:25).
20 декабря. 1:3 (23:25, 25:22, 11:25, 20:25).
 «Цайлер» (Кёниц) —  «Альбасете»
12 декабря. 2:3 (25:23, 25:21, 23:25, 27:29, 3:15).
18 декабря. 0:3 (14:25, 21:25, 17:25).
 «Самородок» (Хабаровск) —  «Джинестра» (Одесса)
12 декабря. 3:0 (25:12, 25:16, 25:15).
18 декабря. 3:0 (25:22, 25:21, 25:9).
 «Минчанка» (Минск) —  «Центросталь-Палац» (Быдгощ)
13 декабря. 0:3 (20:25, 15:25, 22:25).
19 декабря. 0:3 (20:25, 19:25, 15:25).

## Четвертьфинал
23-24.01/ 30-31.01.2008
 «Скаволини» (Пезаро) —  «БКС Алупроф» (Бельско-Бяла)
23 января. 3:1 (23:25, 25:20, 25:22, 25:23).
31 января. 3:0 (25:19, 25:19, 25:21).
 «Атлант» (Барановичи) —  «Канне-Рошвиль» (Ле-Канне)
23 января. 3:2 (21:25, 25:22, 21:25, 25:23, 15:9).
30 января. 0:3 (19:25, 15:25, 17:25). «Золотой» сет — 11:15.
 «Црвена Звезда» (Белград) —  «Альбасете»
24 января. 3:2 (25:22, 25:15, 21:25, 21:25, 15:13).
31 января. 3:2 (19:25, 25:22, 24:26, 25:21, 18:16).
 «Самородок» (Хабаровск) —  «Центросталь-Палац» (Быдгощ)
Отказ команды «Центросталь-Палац».

## Финал четырёх
15—16 марта 2008.  Белград.
Участники:
 «Црвена Звезда» (Белград) 

 «Канне-Рошвиль» (Ле-Канне)

 «Самородок» (Хабаровск)

 «Скаволини» (Пезаро)

### Полуфинал
15 марта
 «Канне-Рошвиль» —  «Црвена Звезда»
3:2 (25:21, 18:25, 25:20, 22:25, 15:10)
 «Скаволини» —  «Самородок»
3:0 (25:15, 25:20, 25:15)

### Матч за 3-е место
16 марта
 «Црвена Звезда» —  «Самородок»
3:2 (25:19, 24:26, 25:21, 23:25, 15:12)

### Финал
| 16 марта 2008 | \| «Скаволини» (Пезаро) \| 3:0 \| «Канне-Рошвиль» (Ле-Канне) \| \| Марианне Штейнбрехер (8) Франческа Ферретти (3) Кристиане Фюрст (7) Каролина Костагранде (12) Шейла Кастро (9) Мартина Гуиджи (9) Элке Вейнховен (либеро) Лучия Лунги Илария Гардзаро (4) Наталия Брусса (2) Карла Кастильоне Джульета Ласкано \| Голы \| Весна Йованович (9) Бранкица Никич (10) Ирина Полещук (6) Натали Дамбендзе (9) Фредерик Фийон (2) Андреа Сеглова (2) Эстель Керар (либеро) Лорьян Трюшете Амарилда Пренга (1) Марина Милетич \| | Белград Спорткомплекс «Пионир» 1000 зрителей |
| Счёт по партиям — 25:15, 25:14, 26:24. Время матча — 1 час 17 минут. Судьи: Виктор Козловский, Харальд Соджа. | | |
| «Скаволини» (Пезаро) | 3:0 | «Канне-Рошвиль» (Ле-Канне) |
| Марианне Штейнбрехер (8) Франческа Ферретти (3) Кристиане Фюрст (7) Каролина Костагранде (12) Шейла Кастро (9) Мартина Гуиджи (9) Элке Вейнховен (либеро) Лучия Лунги Илария Гардзаро (4) Наталия Брусса (2) Карла Кастильоне Джульета Ласкано | Голы | Весна Йованович (9) Бранкица Никич (10) Ирина Полещук (6) Натали Дамбендзе (9) Фредерик Фийон (2) Андреа Сеглова (2) Эстель Керар (либеро) Лорьян Трюшете Амарилда Пренга (1) Марина Милетич |

### Итоги

#### Положение команд
| «Скаволини» (Пезаро)       |
| «Канне-Рошвиль» (Ле-Канне) |
| «Црвена Звезда» (Белград)  |
| 4. «Самородок» (Хабаровск) |

#### Призёры
«Скаволини» (Пезаро): Лучия Лунги, Илария Гардзаро, Элке Вейнховен, Марианне Штейнбрехер (Мари), Наталия Брусса, Карла Кастильоне, Франческа Ферретти, Кристиане Фюрст, Каролина Костагранде, Шейла Таварис ди Кастро, Мартина Гуиджи, Джульета Ласкано Колодреро. Главный тренер — Анжело Верчези.
  «Канне-Рошвиль» (Ле-Канне): Натали Дамбендзе, Весна Йованович, Эстель Керар, Марина Милетич, Бранкица Никич, Ирина Полещук, Амарилда Пренга, Андреа Сеглова, Лорьян Трюшете, Фредерик Фийон. Главный тренер — Младен Кашич.
  «Црвена Звезда» (Белград): Тияна Бурмаз, Надя Нинкович, Наташа Шеварика, Елена Благоевич, Бояна Живкович, Ивана Йованович, Йована Белица, Нина Росич, Ивана Нешович, Тамара Ракич, Марта Дрпа, Елена Драгович. Главный тренер — Ратко Равличевич.

#### Индивидуальные призы
MVP: Весна Йованович («Канне-Рошвиль»)
Лучшая нападающая: Кристиане Фюрст («Скаволини»)
Лучшая блокирующая: Бояна Живкович («Црвена Звезда»)
Лучшая связующая: Франческа Ферретти («Скаволини»)
Лучшая либеро: Нина Росич («Црвена Звезда»)
Лучшая на подаче: Юлиана Киселёва («Самородок»)
Лучшая на приёме: Эстель Керар («Канне-Рошвиль»)
Самая результативная: Весна Йованович («Канне-Рошвиль»)